# اولیویه ان‌شام
ژول اولیویه ان‌شام (فرانسوی: Jules Olivier Ntcham‎؛ زادهٔ ۹ فوریهٔ ۱۹۹۶) یک بازیکن فوتبال اهل فرانسه است که در پست هافبک در سلتیک بازی می‌کند.